# Zapasy na Letnich Igrzyskach Olimpijskich 1972 – kategoria do 82 kg w stylu klasycznym
Zmagania mężczyzn do 82 kg to jedna z dziesięciu męskich konkurencji w zapasach w stylu klasycznym rozgrywanych podczas Letnich Igrzysk Olimpijskich 1972. Pojedynki w tej kategorii wagowej odbyły się w dniach 5 – 10 września.

## Zasady[1]
Punktacja opierała się na systemie "złych punktów karnych". Zwycięzca otrzymywał zero punktów za wygraną przez "tusz" (łopatki) lub dyskwalifikację; pół punktu za przewagę techniczną, a jeden za zwycięstwo na punkty. Dwa punkty przyznawano za remis, a dwa i pół za remis i pasywność. Za porażkę na punkty zawodnik otrzymywał trzy punkty. Przegrana przez przewagę techniczną skutkowała 3,5 punktami karnymi, a za łopatki lub dyskwalifikację przyznawano 4 punkty karne. Uzyskanie sześciu lub więcej punktów eliminowało zapaśnika z turnieju. Najlepsza trójka walczyła w rundzie finałowej.

## Klasyfikacja[2]
| Pozycja | Nazwisko           | Kraj              |
| ------- | ------------------ | ----------------- |
| 1       | Csaba Hegedűs      | Węgry             |
| 2       | Anatolij Nazarenko | ZSRR              |
| 3       | Milan Nenadić      | Jugosławia        |
| 4       | Miroslav Janota    | Czechosłowacja    |
| 5       | Ion Gabor          | Rumunia           |
| 6       | Frank Hartmann     | NRD               |
| 7       | Ali Yağmur         | Turcja            |
| 8       | Kirił Dimitrow     | Bułgaria          |
| 9       | Matti Laakso       | Finlandia         |
| 9       | Harald Barlie      | Norwegia          |
| 9       | Jan Kårström       | Szwecja           |
| 12      | Jay Robinson       | Stany Zjednoczone |
| 13      | Sadao Satō         | Japonia           |
| 14      | Adam Ostrowski     | Polska            |
| 15      | John Pedersen      | Dania             |
| 16      | André Bouchoule    | Francja           |
| 16      | Reinhold Hucker    | RFN               |
| 18      | Jesús Blanco       | Argentyna         |
| 18      | Dasrangijn Mjagmar | Mongolia          |
| 18      | Jimmy Martinetti   | Szwajcaria        |

## Wyniki

### Pierwsza runda[3]
| Zwycięzca       | Punkty karne | Wynik     | Przegrany          | Punkty karne |
| --------------- | ------------ | --------- | ------------------ | ------------ |
| Miroslav Janota | 0            | Łopatki   | Dasrangijn Mjagmar | 4            |
| Harald Barlie   | 2            | Remis     | Matti Laakso       | 2            |
| Ion Gabor       | 0            | Łopatki   | Jimmy Martinetti   | 4            |
| Milan Nenadić   | 0            | Łopatki   | André Bouchoule    | 4            |
| Sadao Satō      | 1            | Na punkty | John Pedersen      | 3            |
| Kirił Dimitrow  | 1            | Na punkty | Frank Hartmann     | 3            |
| Jan Kårström    | 1            | Na punkty | Reinhold Hucker    | 3            |
| Csaba Hegedűs   | 1            | Na punkty | Anatolij Nazarenko | 3            |
| Adam Ostrowski  | 1            | Na punkty | Jay Robinson       | 3            |
| Ali Yağmur      | 0            | Łopatki   | Jesús Blanco       | 4            |

### Druga runda[4]
| Zwycięzca          | Punkty karne | Wynik     | Przegrany          | Punkty karne |
| ------------------ | ------------ | --------- | ------------------ | ------------ |
| Matti Laakso       | 2            | Łopatki   | Dasrangijn Mjagmar | 8            |
| Miroslav Janota    | 2            | Na punkty | Harald Barlie      | 4            |
| Ion Gabor          | 1            | Na punkty | André Bouchoule    | 7            |
| Milan Nenadić      | 0            | Łopatki   | Jimmy Martinetti   | 8            |
| Frank Hartmann     | 3            | Łopatki   | Sadao Satō         | 5            |
| Kirił Dimitrow     | 2            | Na punkty | John Pedersen      | 6            |
| Anatolij Nazarenko | 3            | Łopatki   | Reinhold Hucker    | 7            |
| Csaba Hegedűs      | 2            | Na punkty | Jan Kårström       | 4            |
| Adam Ostrowski     | 2            | Na punkty | Ali Yağmur         | 3            |
| Jay Robinson       | 3            | Łopatki   | Jesús Blanco       | 8            |

### Trzecia runda[5]
| Zwycięzca          | Punkty karne | Wynik       | Przegrany      | Punkty karne |
| ------------------ | ------------ | ----------- | -------------- | ------------ |
| Miroslav Janota    | 2            | Łopatki     | Matti Laakso   | 6            |
| Ion Gabor          | 3            | Remis       | Harald Barlie  | 6            |
| Milan Nenadić      | 0            | Łopatki     | Sadao Satō     | 9            |
| Frank Hartmann     | 5            | Remis       | Jan Kårström   | 6            |
| Anatolij Nazarenko | 4            | Na punkty   | Kirił Dimitrow | 5            |
| Csaba Hegedűs      | 2            | Wycofał się | Adam Ostrowski |              |
| Ali Yağmur         | 3            | Łopatki     | Jay Robinson   | 7            |

### Czwarta runda[6]
| Zwycięzca          | Punkty karne | Wynik     | Przegrany      | Punkty karne |
| ------------------ | ------------ | --------- | -------------- | ------------ |
| Miroslav Janota    | 4            | Remis     | Ion Gabor      | 5            |
| Frank Hartmann     | 6            | Na punkty | Milan Nenadić  | 3            |
| Csaba Hegedűs      | 3            | Na punkty | Kirił Dimitrow | 8            |
| Anatolij Nazarenko | 4            | Łopatki   | Ali Yağmur     | 7            |

### Piąta runda[7]
| Zwycięzca          | Punkty karne | Wynik     | Przegrany       | Punkty karne |
| ------------------ | ------------ | --------- | --------------- | ------------ |
| Milan Nenadić      | 4            | Na punkty | Miroslav Janota | 7            |
| Anatolij Nazarenko | 4            | Łopatki   | Ion Gabor       | 9            |
| Csaba Hegedűs      | 3            | Bez walki |                 |              |

### Runda finałowa[8]
| Zwycięzca          | Punkty karne | Wynik     | Przegrany                                      | Punkty karne |
| ------------------ | ------------ | --------- | ---------------------------------------------- | ------------ |
| Csaba Hegedűs      | 4            | Na punkty | Anatolij Nazarenko (zaliczony wynik z I rundy) | 7            |
| Anatolij Nazarenko | 7            | Łopatki   | Milan Nenadić                                  | 8            |
| Csaba Hegedűs      | 5            | Na punkty | Milan Nenadić                                  | 11           |